# 不甲斐ないこの感性を愛してる
不甲斐ないこの感性を愛してるはフジテレビ（関東ローカル）にて2019年4月1日（月）午前1:30～2:30に放送されたテレビドラマ。

## 出演
- 坂本 - 須賀健太

- 村上 - 前原滉

- 戸塚純貴

- 鈴木勝大

- 諫早幸作

- 百瀬朔

- 伊島空

- 安田啓人

- 小松和重

## スタッフ
- 撮影　宮田伸
- 照明　森泉英男
- 録音　桜井秀一
- 美術　河野朋美
- スタイリスト　遠藤良樹
- ヘアメイク　和田奈穂

- 助監督　後藤克樹、木村凌

- 制作担当　田村豊

- キャスティング協力　村瀬博之

- プロデューサー補　石原明恵

- ラインプロデューサー　伊集院文嗣

- Bカメラ　丸尾侑未

- VE　武田健文

- フォーカス　斎藤真樹、矢嶋貴郁

- 絵画協力　大嶺かすみ、岡田匡未、小泉夏海

- 美術デスク　育野雅子

- 技術プロデューサー　高田繁人

- 編集　山中貴夫

- EED　岩松明日香

- MA　兒玉邦宏

- 音響効果　安藤友章、梅本佳夏

- 劇中タイトル　野本和也

- サウンドデザイン　石井和之

- 音楽　岡出莉菜

- 主題歌　「Distant Neighbor」作詞・作曲　UNCHAIN（Revolver records）

- 協力　ビデオスタッフ、ザ・ホライズン、サンク・アール、東京衣裳、山田かつら、東京映像美術、フォスター、ニートネスト

- 編成企画　江花松樹

- プロデューサー　松山雅則

- 制作プロダクション　トータルメディアコミュニケーション

- 製作著作　フジテレビ

- 脚本・演出　加藤拓也